# Polyanthina
Polyanthina, monotipski rod glavočika iz podtribusa Ayapaninae, dio tribusa Eupatorieae .

## Opis
Rod Polyanthina uključuje jednu zeljastu vrstu koja raste od Kostarike južno do Bolivije. Sličan je Ayapanopsisu i Ayapani, ali se razlikuje po tome što ima vrlo uske vjenčiće.

## Sinonimi
- Baccharis oppositifolia Kuntze; Revis. Gen. Pl. 138 (1891)
- Eupatorium melarhabdotrichum Gilli; Feddes Repert. 94: 308 (1983)
- Eupatorium nemorosum Klatt; Bot. Jahrb. Syst. 8: 35 (1886)
- Eupatorium pteropodum Hieron.; Sodiro, Bot. Jahrb. Syst. 29: 15 (1900)
- Eupatorium rusbyi Britton; Bull. Torrey Bot. Club 18: 334 (1891)